# Сесунг
Сесунг (англ. Sesung) — населённый пункт сельского типа на юге Ботсваны, на территории округа Квененг.

## Географическое положение
Деревня расположена в центральной части округа, в пустыне Калахари, примерно в 85 км к северо-западу от села Молепололе.

## Население
По данным на 2013 год население деревни составляет 1778 человек.
Динамика численности населения деревни по годам:
| 2001 | 2013 |
| ---- | ---- |
| 1281 | 1778 |